# Karl Hoffacker

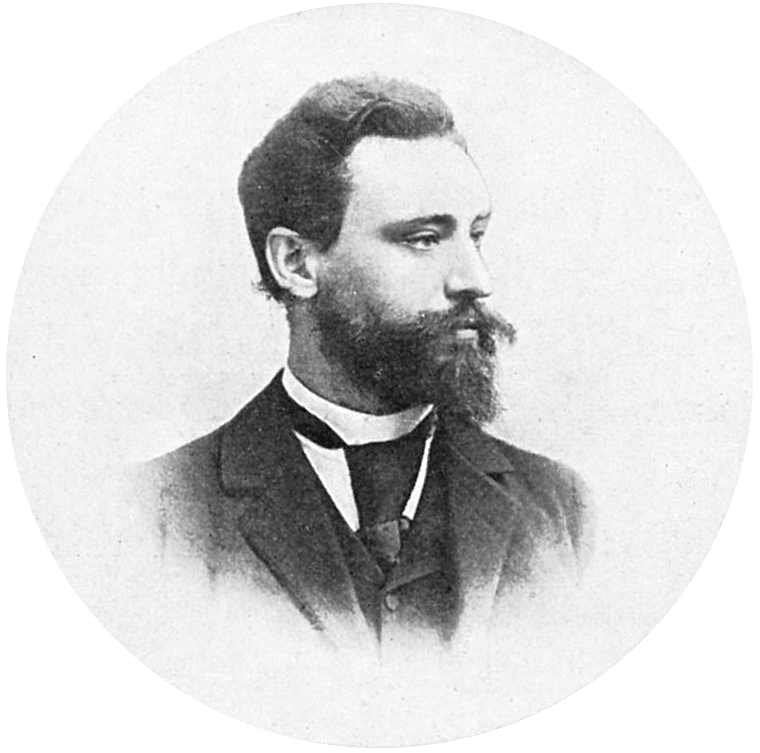
Karl Hoffacker 1896

Karl Hoffacker (* 1. Juli 1856 in Darmstadt; † 26. Mai 1919 in Karlsruhe) war ein deutscher Architekt, Bildhauer und Fachschullehrer.

## Leben
Hoffacker wuchs in Heidelberg auf und studierte an der Technischen Hochschule Karlsruhe. Ab 1881 arbeitete er an der Unterrichtsanstalt des Kunstgewerbemuseums Berlin, zunächst als Assistent und ab 1883 als Lehrer. 1886 wechselte er an die Königliche Kunstschule zu (Berlin-)Charlottenburg. Von 1884 bis 1889 war er außerdem nebenamtlich Direktor der Zeichenschule des Lette-Vereins in Berlin.
1901 nahm Hoffacker zunächst einen Ruf als Direktor der Kunstgewerbeschule Zürich an, entschied sich aber noch im gleichen Jahr, stattdessen als Direktor der Kunstgewerbeschule Karlsruhe und des ihr angegliederten Kunstgewerbemuseums zu arbeiten. Dort wurde er nebenamtlich zum Vorstand des Karlsruher Kunstgewerbevereins gewählt. Von 1895 bis 1905 war er außerdem als Redakteur der Zeitschrift Kunstgewerbeblatt tätig.

## Werk

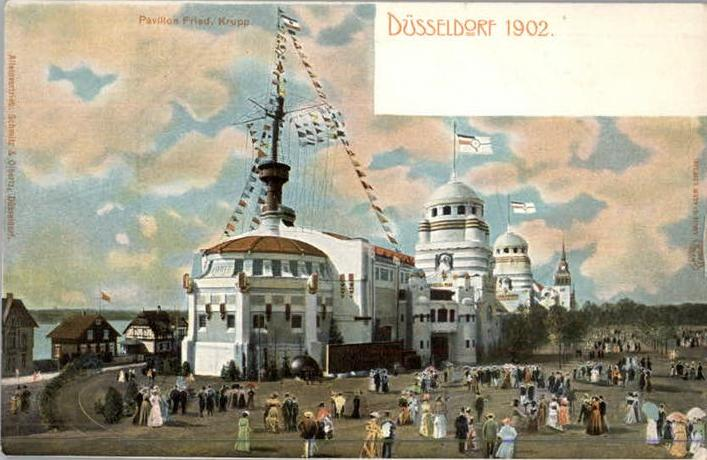
Krupp-Ausstellungshalle, Düsseldorf 1902

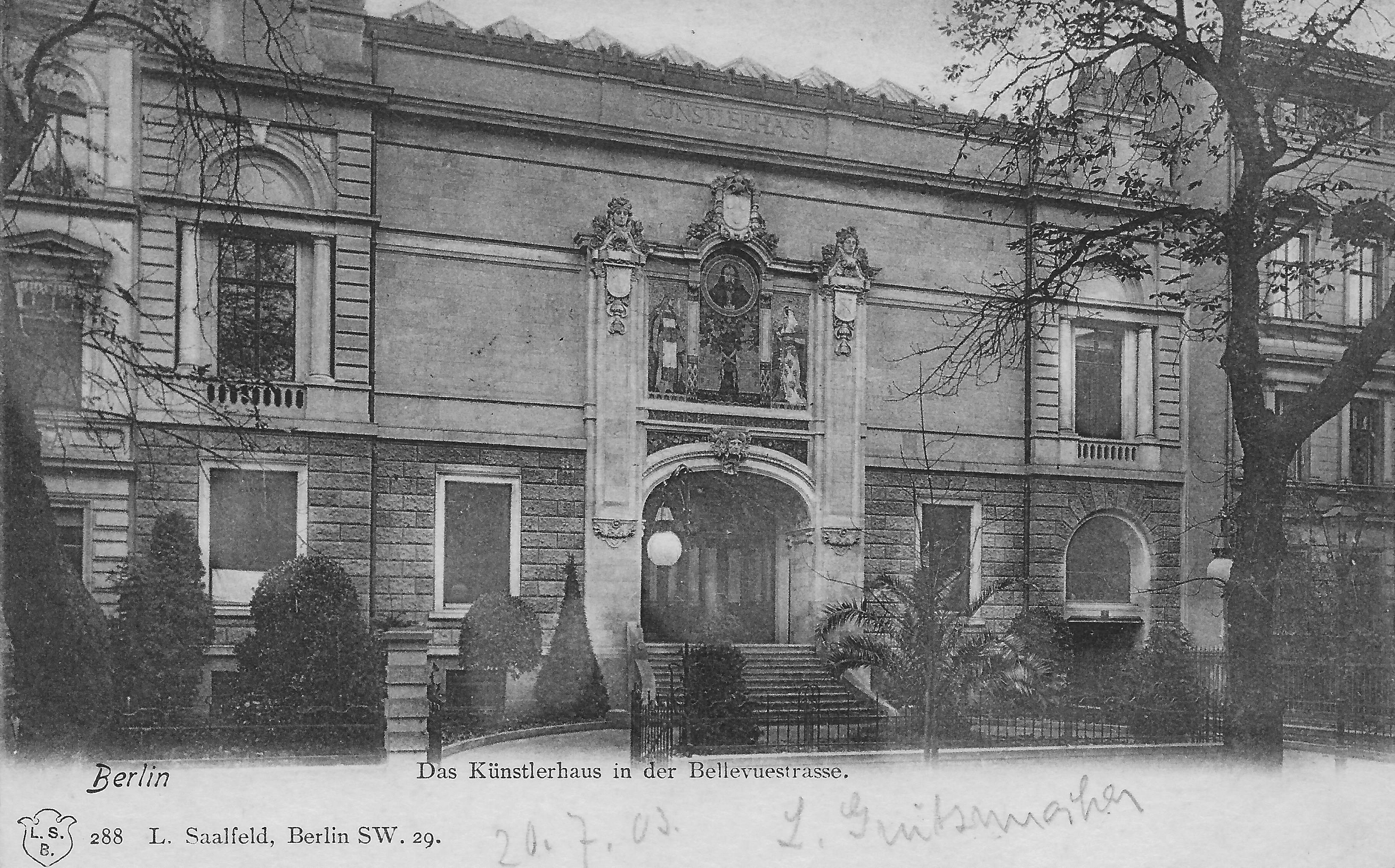
Künstlerhaus in Berlin, Bellevuestraße 3, 1897/98 Umbau

- 1893: Ausstellungsbauten „Deutsches Dorf“ auf der World’s Columbian Exposition in Chicago (nicht erhalten)[2]
- 1896: Ausstellungsbauten „Alt Berlin“ auf der Berliner Gewerbeausstellung (nicht erhalten)[2]
- 1897: Dorfkirche in Kerzendorf  (beauftragt durch den Gutsherrn Julius Leopold Schwabach; unter Denkmalschutz)
- 1897–1898: Umbau des Hauses des Vereins Berliner Künstler in Berlin, Bellevuestraße 3 (im Zweiten Weltkrieg zerstört)[2]
- 1902: Ausstellungshalle der Friedrich Krupp AG auf der Rheinisch-Westfälischen Industrie- und Gewerbeausstellung in Düsseldorf (Architektur nicht erhalten, Stahlkonstruktion wiederverwendet)
- Farbverglasungen im Rathaussaal in Heidelberg

## Auszeichnungen
- 1896: Königlich Württembergischer Olga-Orden[3]